# Radivoj de Bosnie
Radivoj de Bosnie (serbo-croate : Radivoj Ostojić/Радивој Остојић ; mort fin mai ou début juin 1463) fut antiroi du royaume de Bosnie de 1432 à 1435, quand il perd le contrôle du royaume mais continue à porter le titre royal puis de 1443 à 1446, quand il abandonne définitivement ses prétentions au trône. Il est reconnu comme souverain par l'empire Ottoman et le despotat de Serbie, comme par certaines familles nobles de Bosnie la maison de Kosača et la maison des Pavlović, mais pas dans l'ouest du pays. Radivoj doit néanmoins être inclus dans la liste des souverains de Bosnie.

## Origine
Radivoj est l'ainé des deux fils illégitimes du roi Étienne-Ostoïa. Il est sans doute né avant 1410, pendant le mariage d'Ostoja avec Kujava Radinović, la mère du seul fils légitime du roi, Étienne Ostojić. Comme son jeune frère Thomas, Radivoj est un enfant doublement adultérin, comme son père le confessera au pape car leur mère anonyme avait un époux vivant lors de leurs naissances. Le surnom Kristić (Krstić ou Hrstić), qui est très souvent adjoint à son nom, est sans doute dérivé du patronyme de sa mère. À la mort d'Ostoja en septembre 1418, le demi-frère légitime de Radivoj Étienne monte sur le trône, mais il est déposé dès 1421 par le neveu et rival de leur père Tvrtko II et il meurt peu après.

## L'antiroi
Radivoj commence à proclamer ses droits au trône en 1428, mais il ne devient un prétendant sérieux qu'après les combats de Konavle en 1430, quand les Ottomans lui accordent leur soutien. Agissant comme un antiroi, Radivoj envoie une délégation à la république de Raguse en 1431. L'année suivante l'espion du duc de Bourgogne Bertrandon de la Broquière le rencontre à la Sublime Porte réclamant de l'aide à Murad II pour conquérir son trône. Le despote de Serbie Đurađ Branković et les puissants nobles de Bosnie, Sandalj de la maison de Kosača et Radoslav de la maison de Pavlović, accordent également leur soutien à Radivoj.
En 1433, Radivoj contrôle une grande partie du royaume dans lequel Tvrtko II se trouve réduit à sa partie centrale et nord-ouest. Đurađ et les nobles de Bosnie se désintéressent alors de lui mais les Ottomans continuent de le soutenir et prennent possession de Bobovac en son nom en 1434. Les Hongrois reprennent Jajce, Hodidjed, Bočac et la forteresse de Komotin pour le compte de  Tvrtko II à la mi-1434, mais l'ensemble est reperdu lorsqu'ils se retirent et Tvrtko II semble s'être retiré avec eux hors de Bosnie.. De ce fait  Radivoj devient  de facto roi de Bosnie, bien qu'il ne soit reconnu comme légitime par aucun État chrétien. La fortune de Radivoj se retourne quand les Ottomans cessent de le soutenir en 1435 et il se réfugie à la cour des Kosača en Zachlumie au printemps  1435. Tvrtko II se saisit de l'opportunité, et de nouveau soutenu par les Hongrois, se rétablit dans le royaume. Radivoj continue à se proclamer roi de Bosnie pendant tout le reste du règne de Tvrtko II sans être reconnu par personne.
La mort sans héritier de  Tvrtko II en novembre 1443 ouvre de nouvelles perspectives à Radivoj, qui à cette époque réside à la cour de Stjepan Vukčić Kosača le neveu et successeur de Sandalj . Tvrtko, toutefois exclut expressément Radivoj de sa succession et pour ce faire il semble qu'il ait désigné comme héritier Thomas le jeune frère de Radivoj. Thomas est élu roi par une majorité de nobles bien que Radivoj tente depuis Raguse d'empêcher la reconnaissance de son frère comme héritier alors qu'une faction pro-ottomane conduite par Stjepan, qui n'avait pas pris part à l'élection, se déclare favorable à  Radivoj. Un conflit se prolonge jusqu'en 1446 et il se termine lorsque Thomas est finalement reconnu comme roi par tous les nobles et par Radivoj lui-même,. Radivoj obtient un apanage de son frère, comprenant les forteresses de Vranduk près de Doboj, Soko près de Gračanica et le château de Komotin près de Jajce.

## Le frère du roi

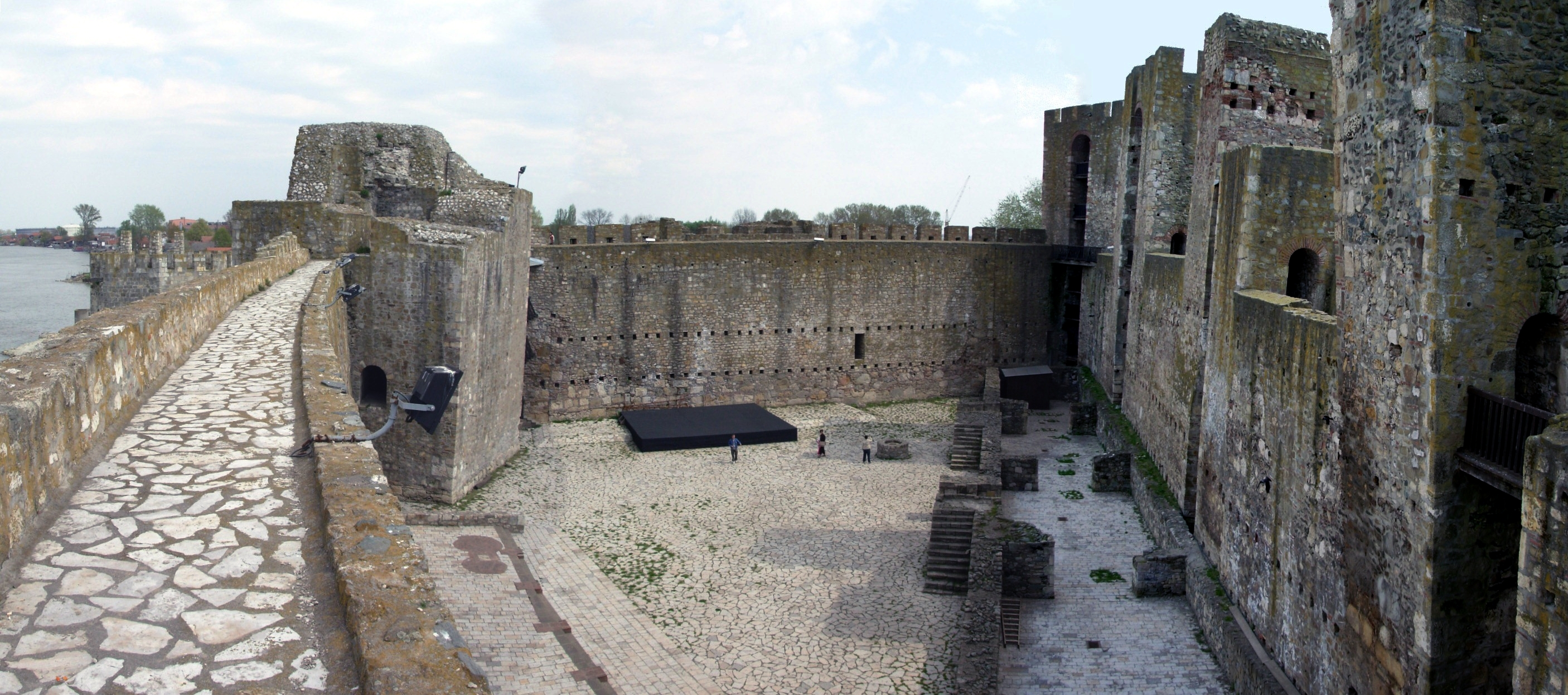
La forteresse de Smederevo

En juin 1449, Radivoj épouse Catherine, la seconde des trois filles du noble hongrois Nicholas de Velika, qui n'a pas de fils. Un pacte de succession est conclu entre eux le 19 juin, il prévoit que le mariage doit être contracté selon le rite de l'Église catholique et que le couple héritera du tiers des possessions de Nicholas en Hongrie et en Slavonie après la mort de son épouse Margaret. Radivoj, en retour, donne la moitié de ses domaines de Bosnie et Slavonie à ses beaux-parents. Catherine et Radivoj ont trois fils : Tvrtko et Georges, mentionnés en 1455, et Matthias, probablement le cadet.
Radivoj passe le reste du règne de Thomas en paix aidant au besoin son frère dans l'administration du royaume. En 1458, il prend part aux négociations avec le roi de Hongrie Matthias Corvin et la despote de Serbie Hélène Paléologue de Morée qui se concluent par le mariage de son neveu Étienne Tomašević avec la fille d'Hélène Maria Brankovic. Le roi  Thomas envoie Radivoj en Hongrie en octobre. En janvier de l'année suivante, Radivoj accompagne son neveu à la Diète de Hongrie à Buda et deux mois plus tard à Smederevo, où Étienne épouse la fille d'Hélène et devient le nouveau despote. En juin, les armées ottomanes  attaquent le despotat de Serbie et approchent de la forteresse de Smederevo. Aucune tentative de résistance n'est mise en œuvre et Radivoj négocie la reddition et un sauf-conduit pour la famille royale. Le roi de Hongrie accuse Radivoj et Thomas de trahison et d'avoir vendu la forteresse aux Ottomans, « causant des dommages à la Chrétienté », il confisque les domaines  que Radivoj détient dans ses royaumes. Matthias diffuse ses allégations à travers l'Europe et Thomas doit déployer beaucoup d'efforts pour convaincre de sa bonne foi. Il envoie des émissaires à Mantoue, où ils sont reçus par le pape Pie II le 10 juillet avant que les accusations de  Matthias ne lui parviennent. Radivoj est probablement l'un d'eux, car le pontife en profite pour lui adresser une demande relative à sa pratique privée du culte.

## Dernières années
La mort du roi Étienne-Thomas de Bosnie en juillet 1461 est entachée de rumeurs sans fondement sur la déloyauté de son fils et de son frère à son égard. De fait les relations de Radivoj avec son neveu Étienne Tomašević le nouveau roi sont cordiales. Une charte d'authenticité  douteuse en langue bosnienne, aurait été signée par Étienne le 18 septembre, confirmant toutes les possessions de Radivoj et ses autres biens dans le royaume pour  ses « heureux et dévoués services à la couronne ». Le règne d'Étienne est bref; il provoque maladroitement une intervention des Ottomans qui mettent fin à l'indépendance de la Bosnie en mai 1463. Radivoj l'accompagne dans sa tentative de fuite vers la Croatie, mais ils sont capturés par les armées de Mahmud Pacha Angelović à Ključ, peu après que les dirigeants de Raguse se décident de leur envoyer de la poudre à canon. Radivoj est exécuté sur place avec Étienne dans le camp de Mehmet II près de Jajce peu après. Tvrtko, le fils âgé de treize ans de Radivoj, est exécuté avec lui. Sa veuve s'échappe en Dalmatie où elle se remarie, pendant que son fils Matthias est intronisé plus tard comme souverain fantoche de Bosnie par les Ottomans.

## Sources
- Thierry Mudry Histoire de la Bosnie: Faits et controverses Ellipses Paris 1999  (ISBN 2729857532).
- (sh) Stanko Andrić, « O obitelji bosanskog protukralja Radivoja Ostojića », dans Stjepan Tomašević (1461.–1463.) – slom srednjovjekovnoga Bosanskog Kraljevstva, Catholic Faculty of Theology in Sarajevo, 2013
- (en) Franz Babinger (trad. de l'allemand), Mehmed the Conqueror and His Time, États-Unis, Princeton University Press, 1992, 549 p. (ISBN 0-691-01078-1, lire en ligne)
- (sh) Pejo Ćošković, « Radivoj », dans Kotromanići, Miroslav Krleža Institute of Lexicography, 2009
- (en) John Van Antwerp Fine, The Late Medieval Balkans : A Critical Survey from the Late Twelfth Century to the Ottoman Conquest, University of Michigan Press, 1994 (ISBN 0-472-08260-4)
- (sh) Dominik Mandić, Bosna i Hercegovina : Državna i vjerska pripadnost sredovječne Bosne i Hercegovine, Croatian Historical Institute, 1960